# Disnyssus judidenchae
Disnyssus judidenchae (лат.) — вид пауков рода Disnyssus из семейства пауки-коринниды (Corinnidae). Австралия (штат Квинсленд). Название дано в честь британской актрисы Джуди Денч (Judi Dench).

## Описание
Мелкие пауки (длина тела 4,4 мм). Имеют восемь глаз, расположенных в два ряда. Карапакс коричневый со светлым покровом из широких белых волосков. Тазики все желтоватые; бёдра коричневые с желтоватой базальной половиной; колени I и II желтоватые, III и IV оранжево-коричневые; спинной щиток брюшка тёмно-красно-коричневый с двумя парами бледных поперечных полос, несущих белые волоски, и парой бледных пятен сзади; генитальный и брюшной щитки оранжево-коричневые; латерально брюшко чёрное с тремя бледными отметинами.

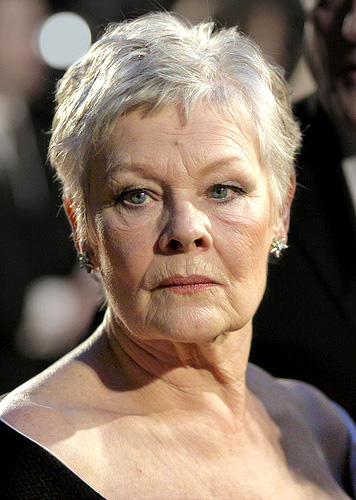
Джуди Денч, в честь которой назван вид

## Таксономия
Вид был впервые описан в 2015 году австралийским арахнологом Робертом Рейвеном (Queensland Museum, Брисбен, Квинсленд, Австралия). Вид отличается от D. helenmirrenae наличием увеличенных пустул на карапаксе и необычной шипастостью вентрально на голенях III. Самки также имеют более длинные сперматеки, короткие толстые шиповидные зубчатые волоски на фанг-щите и более слабое шипастость на голенях и метатарзусах.

## Этимология
Название вида Disnyssus judidenchae дано в честь британской актрисы Джуди Денч (Judi Dench), лауреата Оскара и многих других наград.